# Jan Kneppelhout
Johannes (Jan) Kneppelhout (Zeist, 28 februari 1890 - Den Haag, 11 juli 1976) was een Nederlandse bestuurder.

## Leven en werk
Kneppelhout, lid van de familie Kneppelhout, was een zoon van Johannes Kneppelhout (1861-1944) en jonkvrouw Maria Louise van Rappard (1863-1938). Hij trouwde met jonkvrouw Wilhelmina Catherine Quarles van Ufford (1892-1977), uit dit huwelijk werden vijf kinderen geboren.
Kneppelhout studeerde aanvankelijk werktuigbouw aan de Technische Hogeschool te Delft, maar koos voor een baan in het bedrijfsleven. Na een opleiding aan de Middelbare school voor Handel en Administratie werd hij hoofd administratie bij de ijzermijnen in Chili, voor de Rotterdamse firma Wm.H. Müller & Co. Na zijn huwelijk in 1916 vestigde hij zich weer in Nederland en werd directeur bij de Van Lanschotbank in Zeist en vervolgens bij de Nationale Bankvereeniging in Lochem. 
In Lochem was Kneppelhout volontair op de gemeentesecretarie en in 1927 volgde zijn benoeming tot burgemeester van Hendrik-Ido-Ambacht. In 1938 werd hij vervolgens benoemd in Winterswijk. Vanwege zijn anti-Duitse houding werd hij in 1941 opgepakt en overgebracht naar de gevangenis in Scheveningen. Hij werd er zo'n 10 weken vastgehouden en in die periode ontslagen als burgemeester. In mei 1942 werd hij door de Sicherheitsdienst gearresteerd en geïnterneerd als gijzelaar in St. Michielsgestel. In december 1942 werd hij weer vrijgelaten. In augustus 1943 werd het gezin Kneppelhout verplicht Winterswijk te verlaten. Na de bevrijding keerde de burgemeester terug in zijn ambt. Hij werd benoemd tot Officier in de Orde van Oranje-Nassau (1952). In 1955 ging hij met pensioen.
Jan Kneppelhout overleed op 86-jarige leeftijd.